# Издигерд III
Издегерд III (Ἰσδιγέρδης /Исдигердис/ владао 632 — 651), унук Хозроја II, је био последњи цар Сасанидског царства. Одбивши позив Абубакра да прими мухамеданску религију, суочио се са најездом Арапа које је предводио војсковођа Калеб. Након неславне битке код Кадезије 636. године и низа других пораза који су потом уследили, Персијанци су изгубили преимућство над непријатељем; утврђени градови и царске резиденције падали су једни за другим. Године 651. Издигерд се повукао у област испресецаном рекама Оксом и Јаксартом одакле је тражио помоћ од кинеског цара Таи Цунга, коју је вероватно и добио. То му је омогућило да мобилише војску Турака, којом је мислио кренути на Арапе. Међутим, његови савезници су га издали и погубили приликом бекства ка северу. За собом је оставио сина Фируза (или Пероза), који је ступио у службу кинеском цару (а овај је опет имао сина који је такође пошао очевим стопама, поставши напослетку вазал и добивши на управу Бухару); и ћерке, од којих је једна, Шахбана, била удата за Хасана, Алијевог сина, а друга за Мухамеда, сина Абубакра.
Деца Шахбане и Хасана сматрана су наследницима поражених сасанидских царева и настављачима древне персијске традиције.